# Chessboxing

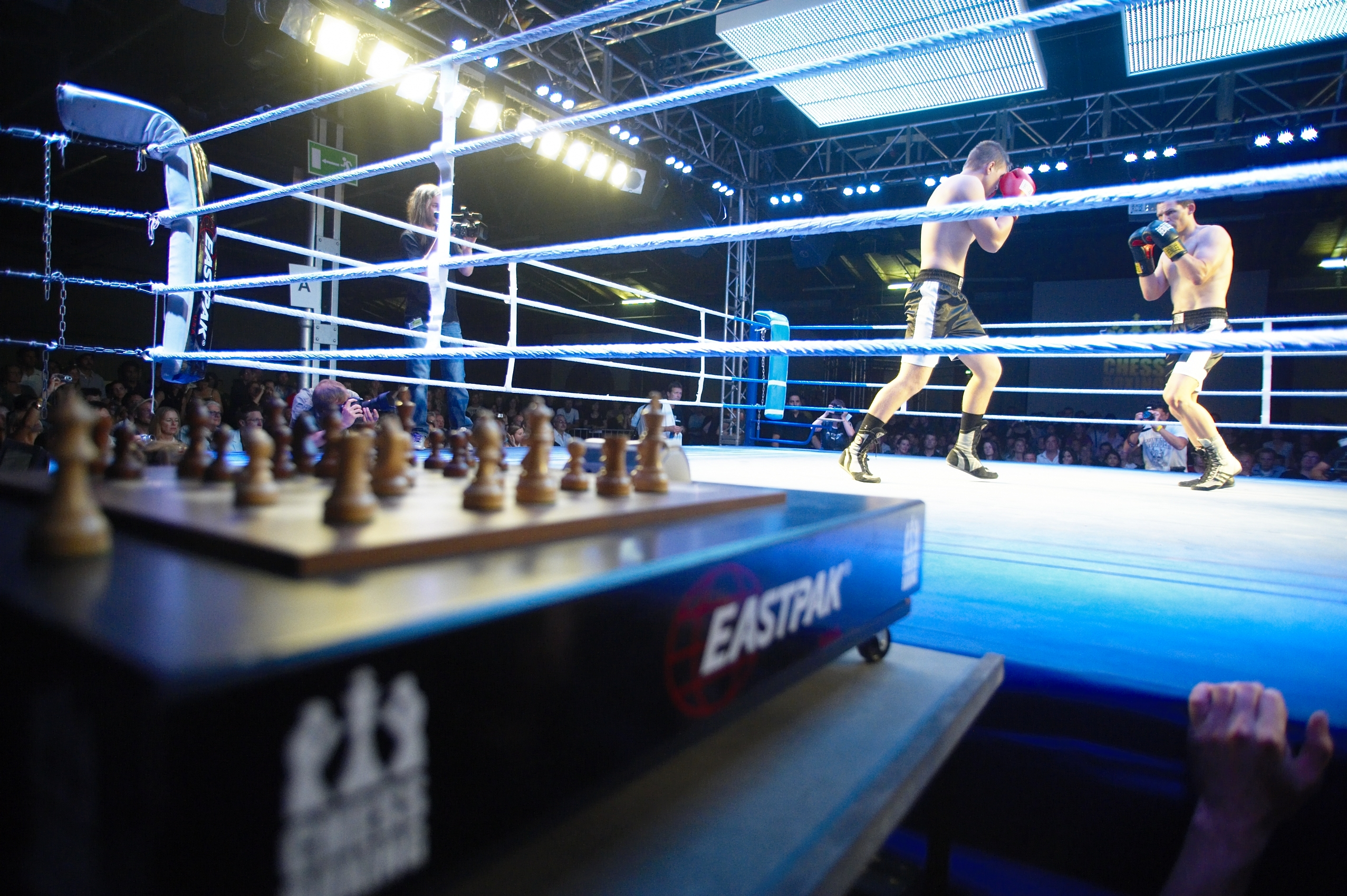
Un match de chessboxing : l'échiquier à côté du ring.

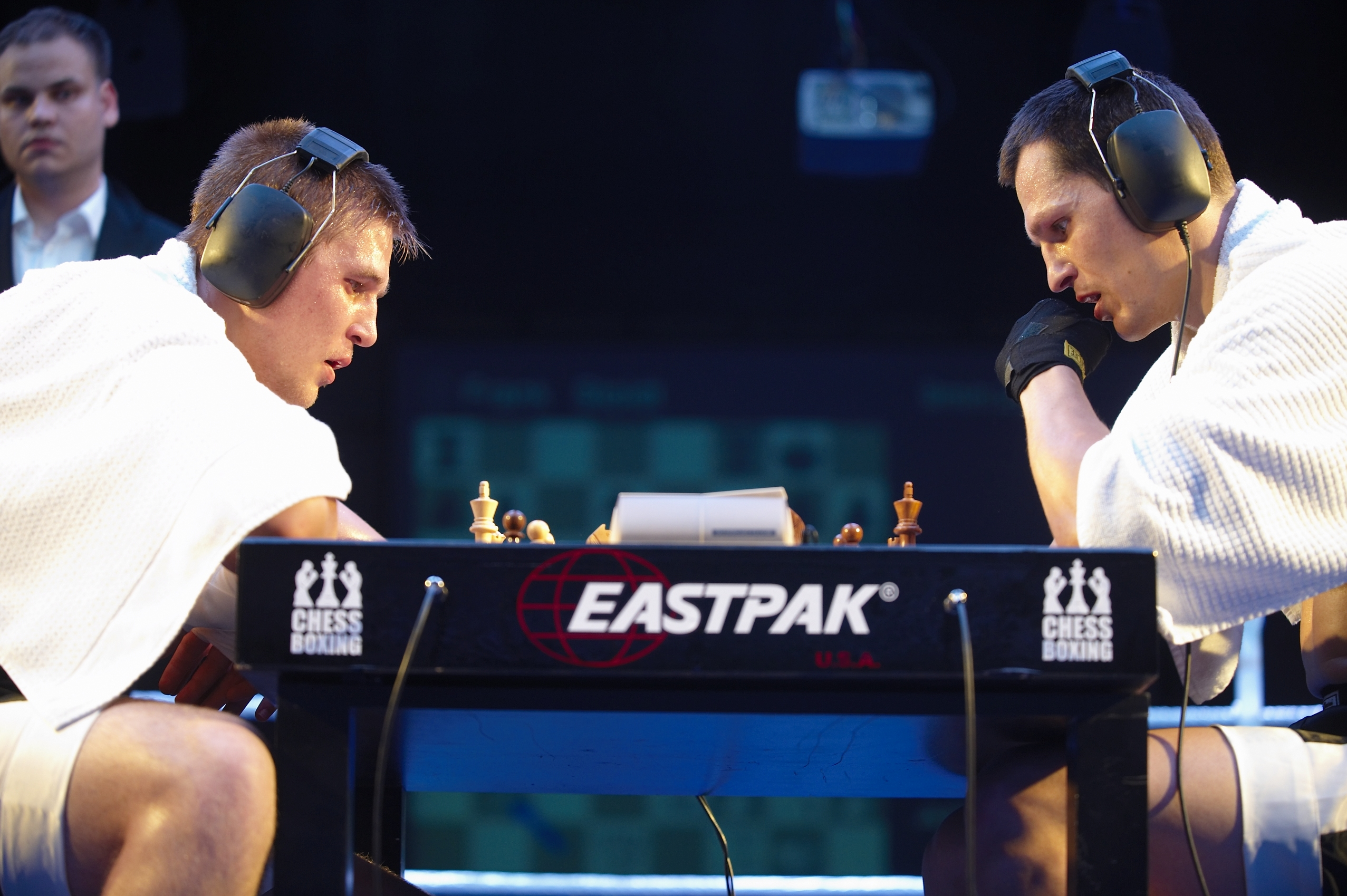
Un match de chessboxing : un round d'échecs.

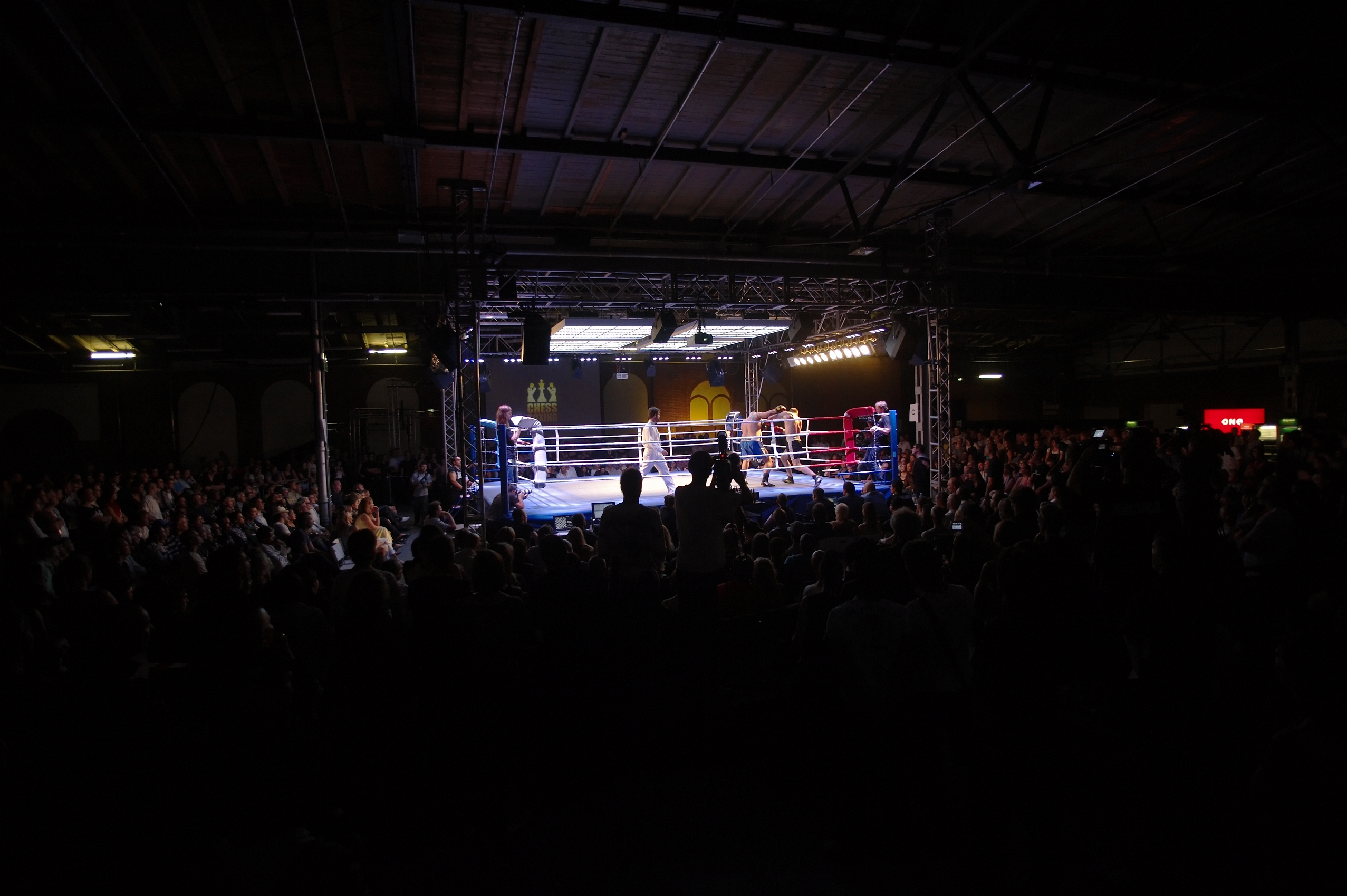
Un match de chessboxing : un round de boxe.

Le chessboxing, de chess (échecs) et boxing (boxer), est un sport hybride qui mélange boxe anglaise et jeu d'échecs.
La WCBO (World Chess Boxing Organisation (en)), l'organisation régissant ce sport, est née dans les années 2000, après avoir été créé de manière fictive par l'auteur de bandes dessinées Enki Bilal en 1992.
Le chessboxing est particulièrement connu au Royaume-Uni, en Inde, en Finlande et en Russie.
Charles Nimmegeers est arrivé deuxième  position durant la compétition du tournoi international de 2023 à Mexico, dominant le champion en titre Tanguy Fernandez aux échecs mais éliminé par KO lors du dernier round de boxe.

## Historique
À l'origine, le chessboxing a été imaginé en bande dessinée par Enki Bilal dans son album Froid Équateur en 1992. 

### Compétitions
Iepe Rubingh, un artiste hollandais, a organisé le premier combat en 2003. 
Au fil des années, le chessboxing est devenu un sport à part entière, avec ses propres règles, son championnat du monde et d'Europe et ses premiers clubs.

#### Champions du monde
- En 2017 et 2019, le Français Thomas Cazeneuve est champion du monde des moins de 65kg[réf. nécessaire].
- En 2019 et 2023, le Français Jules Aloïs-Julien est champion du monde des moins de 80kg[réf. nécessaire].
- En 2022 et 2023, le Français Valentin Marcel est champion du monde des moins de 85kg[2].

## Règles
Deux athlètes s'affrontent sur un ring où est également placée une table d'échecs. Ils doivent respecter à la fois les règles officielles des échecs et celles de la boxe anglaise.

### Déroulement
Un match se déroule au maximum sur onze rounds répartis comme suit :
- six rounds de trois minutes aux échecs ;
- cinq rounds de trois minutes à la boxe.

Échecs et boxe se succèdent, le match commençant par un round d’échecs. La partie d'échecs est la même durant les différents rounds, et est jouée avec une cadence « blitz », chaque joueur disposant d'un total de neuf minutes sans incrément de temps à chaque coup. Une pause d'une minute est accordée aux joueurs entre deux rounds consécutifs.

### Fin de match
Le match se termine :
- lors d'un échec et mat (échecs),
- si le temps alloué est écoulé pour l'un des athlètes (échecs),
- en cas d'abandon d'un des adversaires (échecs ou boxe),
- en cas de K-O (boxe),
- après une décision de l'arbitre (boxe).

Dans le cas où aucun des athlètes ne gagne dans le temps réglementaire et que la partie d'échecs se termine par un match nul, le combattant qui est en avance sur les points de boxe remporte le combat global. Dans le cas où le tableau de bord est également à égalité, le combattant qui a utilisé les pièces d'échecs noires est nommé vainqueur (en raison de l'avantage du premier coup aux échecs). Cela ne s'est encore jamais produit dans la pratique.

### Catégories de poids
Les athlètes sont divisés en catégories de poids, comme à la boxe. Ces catégories sont :

#### Hommes
- Léger : moins de 70 kg
- Moyen : entre 70 et 80 kg
- Lourd léger : entre 80 et 90 kg
- Lourd : plus de 90 kg

#### Femmes
- Léger : moins de 55 kg
- Moyen : entre 55 et 65 kg
- Lourd léger : entre 65 et 75 kg
- Lourd : plus de 75 kg

## Stratégie
Deux profils principaux se détachent au chessboxing : 
- On peut mettre la pression à son adversaire aux échecs et essayer de parer les coups à la boxe, en misant alors sur les échecs.
- On peut multiplier les attaques à la boxe afin d'épuiser l'adversaire pour le perturber mentalement.